# André Mollet
André Mollet (ca. 1600-Londres, 7 de junio de 1665) fue un jardinero, diseñador y tratadista de jardines francés, que trabajó en Francia, Inglaterra, Provincias Unidas y Suecia. Era el tercer hijo de Claude Mollet, que había sido jardinero real  tres reyes franceses y nieto de Jacques Mollet, también jardinero que en el castillo de Anet había introducido la jardinería formal italiana en Francia.

## Biografía
André Mollet fue llamado a Inglaterra en la década de 1620 para diseñar jardines para Carlos I de Inglaterra y los parterres de Wilton House, pero por 1633, estaba al servicio del príncipe Federico Enrique de Orange, para el que diseñó el león rampante y el escudo de armas del Príncipe, en madera de boj recortado y césped, situado entre gravas de colores en Honselaarsdijk, y otros en la residencia principal del Príncipe, Nieuwburg cerca de Rijswijk.
Regresó a Francia en 1635, pero volvió a Inglaterra en 1642, para diseñar los jardines  de la reina Enriqueta María de Wimbledon. Es de suponer que regresó a Francia después del estallido de la Guerra Civil francesa. En el otoño de 1646, una delegación de Suecia llegó a París, liderado por el favorito de la reina Christina, Connoisseur Magnus Gabriel De la Gardie, quien estaba tan contento con los últimos avances en el arte de los jardines francesa los cuales podía André Mollet ofrecer a la reina en su país. Mollet con dos asistentes preparó el viaje llevando consigo naranjos y limoneros y granados, con mirtos, laureles y jazmines españoles,  además de bulbos de tulipán y raíces ranúnculos. Finalmente tuvo problemas con el viaje y retrasos de la confirmación oficial.

### Estancia en Suecia
La estancia de Mollet en Suecia desde 1648 duró cinco años, durante la cual difundió en Suecia los parterres franceses bordeados de setos semejantes a los tejidos estampados del barroco. La renovación de los jardines existentes vinculados con el palacio real de Estocolmo y llevó a cabo un nuevo jardín en las afueras de Estocolmo el Humlegården. La introducción de un jardín de estilo barroco en Suecia fue posible con el apoyo de arquitectos progresistas francófilos como Nicodemus Tessin el Viejo y Jean de la Vallée, con quien se Mollet había trabajado en Holanda. Los resultados están documentados en Erik Dahlbergh's topographical Suecia antiqua et hodierna.
André Mollet se convirtió en jardinero real por nombramiento de la reina Cristina de Estocolmo. Su mejor trabajo fue elegantemente impreso, Le Jardin de plaisir ("El jardín del placer"), Estocolmo 1651, Fue grabado en cobre, con meticulosa ilustraciones que incluyen sus propios diseños, y el cual, con miras a una clientela aristocrática europea, fue publicado en sueco, francés y alemán. Sus diseños de parterres de flores, que anteriormente había sido una característica jardín tapiado, fue por primera Vez organizado con el proyecto de la casa. André Mollet diseñó elementos coordinados de césped segado, haciendo su debut aquí como un elemento esencial del diseño de jardines, con senderos de grava, estanques y fuentes, parterres, bosquecillos y pasillos.
A pesar de que Mollet abandonó Suecia en 1653, su hijo John Mollet permaneció en el país el resto de su vida, y uno de los primeros asistentes francés de André Mollet, tuvo un papel importante en la jardinería sueca.
Pronto André Mollet estaba en Londres, en donde recibió un pasaporte  para poder viajar al extranjero una vez más en 1653. Con la Restauración Francesa en 1660, las condiciones para el jardín de construcción fueron más ambiciosos y  más propicios, y André Mollet fue catalogado como un jardinero real, y jardinero en jefe de St. James's Park. La edición inglesa de Le Jardin de plaisir apareció en Londres en 1670, como The Pleasure Garden.
El hermano de André Mollet, el joven Claude Mollet, en 1649, se convirtió con el apoyo de André Le Nôtre en jardinero jefe del palacio de las  Tullerías.